# Callenelle
Callenelle és un antic municipi de Bèlgica que l'1 de gener del 1970 va fusionar amb Péruwelz, a la província d'Hainaut a Valònia. A Flines-lès-Mortagne toca la frontera francesa i és travessat pel Canal Nimy-Blaton i el Ruisseau de Callenelle. És conegut pertot arreu al medi dels jugadors de billar per la fàbrica de boles de billar Saluc, de la qual surten més de 80% de la producció mundial de boles.
El primer esment calenièle data del 1186, localment es pronuncia Karnièle, l'exònim neerlandès Karniel és obsolet. El nom provindria del llatí medieval quarnellus que significa lloc fortificat. No s'ha trobat cap traça de tal edifici. Feia part de la senyoria de Lassus-et-Callenelle, del país de Wiers. Va ser destacat de la castelania d'Ath i anexionat per França el 1699 pel Tractat de Chambord. Va tornar al Tournaisis el 1701 i finalment va tornar als Països Baixos austríacs sota Carles VI pel Tractat dels Limits. El 1870 va obtenir una estació a la línia 78 de Saint-Ghislain a Tournai.